# Мордовска автономна съветска социалистическа република
Мордовска автономна съветска социалистическа република (на руски: Мордовская Автономная Социалистическая Республика) е автономна република в РСФСР в състава на Съветския съюз. Образувана е на 20 декември 1934 г.
Територията ѝ е 26 200 кв. км. с население 964 000 души. Сътношението градско/селско население е съответно 551 000 към 413 000. Столицата е град Саранск с население 323 000 души.
Мордовската АССР е наградена с орден „Ленин“ (1965), орден „Дружба на народите“ (1973) и орден „Октомврийска революция“ (1980). След 1990 автономната република става субект в Руската федерация под името Мордовия.

## Население
Националният състав на населението към 1979 г. е следният:
- мордовци – 339 000
- руснаци – 591 000
- татари – 46 000